# Liste der Naturdenkmale in Groß-Rohrheim
Die Liste der Naturdenkmale in Groß-Rohrheim nennt die im Gebiet der Gemeinde Groß-Rohrheim im Landkreis Bergstraße in Hessen gelegenen Naturdenkmale.

## Liste
| Bild            | Bezeichnung                    | Ortsteil, Lage                                | Beschreibung | Art          | Nr.       |
| --------------- | ------------------------------ | --------------------------------------------- | --- | ------------ | --------- |
| Fotos hochladen | Traubeneiche (Quercus petraea) | Groß-Rohrheim 49° 43′ 48,5″ N, 8° 26′ 55,1″ O | Aufgrund hohen Alters und besonderer Formschönheit der Krone geschützte Traubeneiche am Rhein bei der Gemeindegrenze. | Traubeneiche | 431.10-11 |